# ウェハー

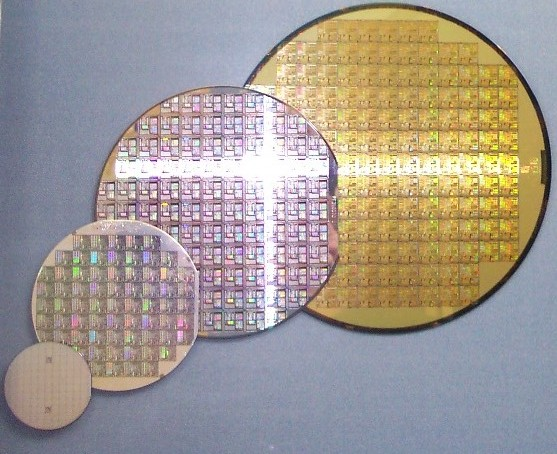
各種ウェハー

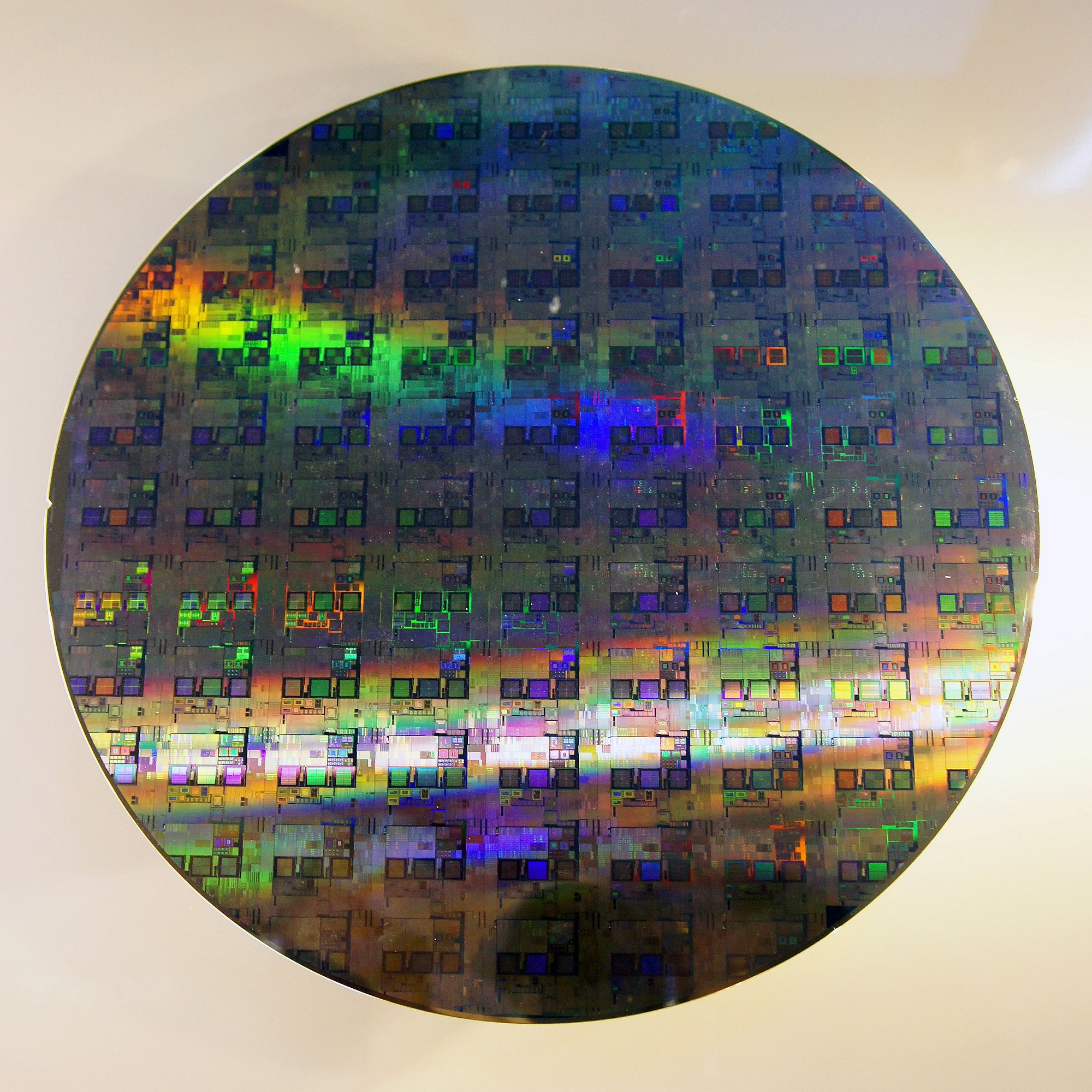
エッチング加工されたシリコン・ウェーハ。虹色に光っているのは構造色由来で、CDなどと同じ原理

- ウェハー[1]
- ウェーハ[2][3]
- ウエーハ[4]
- ウエハー[5]
- ウェハ[6]
- ウエハ[7][8]
- ウェイファ

ウェハー（ウェイファ、英: wafer; /wéifər/）は、半導体素子製造の材料である。高度に組成を管理した単結晶シリコンのような素材で作られた円柱状のインゴットを、薄くスライスした円盤状の板である。呼称は洋菓子のウエハースに由来する。

## 形状
ウェハーの直径は、50 - 300 mmまで複数のミリ数があり、この径が大きいと1枚のウェハーから多くの集積回路チップを切り出せるため、年と共に大径化している。2000年ごろから直径300 mmのシリコンウェハーが実用化され、2004年にはシリコンウェハー生産数量の20%程を占めた。
ウェハーの厚さは、製造工程での取り扱いの簡便さから 0.5 - 1 mm程度に作られており、一般のシリコンウェハーの場合、外寸は SEMI などの業界団体で標準化されており、直径150 mm（6インチ）の場合は厚さ0.625 mm、200 mm（8インチ）では厚さ0.725 mm、300 mm（12インチ）では厚さ0.775 mmとされている。厚み公差は ±0.025 mm (25ミクロン)である。
工程中でウェハーの向きを合わせるため、周上にオリエンテーション・フラットと呼ばれる直線部、またはノッチとよばれる切り欠きが設けられている。また、結晶構造が製造する半導体素子の動作に最も適した方向となるよう、ウェハーは特定の結晶方位に沿ってスライスされており、導電型と結晶方位によってオリエンテーション・フラットの切り欠き位置が決まっている。

## 種類
- シリコンウェハー
- SiC（シリコンカーバイド）ウェハー
- サファイアウェハー
- 化合物半導体ウェハー
  - GaP（リン化ガリウム）ウェハー
  - GaAs（ヒ化ガリウム）ウェハー
  - InP（リン化インジウム）ウェハー
  - GaN（窒化ガリウム）ウェハー

## 主要メーカー
- 信越半導体 世界1位
- SUMCO（三菱住友シリコン） 世界2位
- エム・イー・エム・シー・エレクトロニック・マテリアルズ（英語版） 世界3位
- シルトロニック（ドイツ語版）（旧ヴッカー・シルトロニックAG） 世界4位
- SUMCO TECHXIV（旧コマツ電子金属）
- グローバルウェーハズ・ジャパン（旧東芝セラミックス→コバレントマテリアル）
- 昭和電工
- LGシルトロン（旧シルトロン）

## 関連する技術
- ダイシング
- エピタキシャル成長
- ラピッドサーマルプロセス
- RCA洗浄